# RTF1
RTF1‏ (RTF1 homolog, Paf1/RNA polymerase II complex component) هوَ بروتين يُشَفر بواسطة جين RTF1 في الإنسان.
قد يُمثل هذا الموضع جينًا مسؤولًا عن تنظيم استطالة النسخ وإعادة تشكيل الكروماتين، استنادًا إلى دراسات أجريت على بروتينات مماثلة في كائنات حية أخرى. قد يرتبط البروتين المُرمَّز بالحمض النووي أحادي السلسلة.